# リーズ・ブラッドフォード空港
リーズ・ブラッドフォード空港 (リーズ・ブラッドフォードくうこう、英語: Leeds Bradford Airport) は、イギリス、ウェスト・ヨークシャーのリーズの中心部から約11km離れたエイドンにある国際空港。
2017年の利用旅客数は約407万人（乗継客を含む）で、これは、イギリス空港内では15番目に多い。
BA、KLM, Jet2.com、イージージェット、ライアンエアー、トーマス・クック航空、TUIエアウェイズが拠点空港として利用をしている。

## 歴史
リーズ・ブラッドフォード空港は1931年に民生用の飛行場として開設されたが、1936年から空軍の第609飛行隊(No. 609 Squadron RAF)が使うようになり、第二次世界大戦中は軍用機の試験飛行場として活用された。戦後は民間の定期便が就航し、ロンドン、ダブリン、南部のサウスエンド、チャンネル諸島のジャージー、北アイルランドのベルファストのほか、ベルギーのオステンド、ドイツのデュッセルドルフへも国際便が飛んでいた。
1970年代に滑走路の延長を行ってスペインやイタリアへ向かう国際チャーター便を増やしたほか、1996年以降も設備の拡充が行われ、急激に成長している。

## 就航路線
- ダブリン
- アムステルダム
- ロンドン (ヒースロー)
- バルセロナ
- プラハ
- バーゼル・ミュールーズ

- アバディーン
- サウサンプトン
- ベルファスト
- ベルリン (シェーネフェルト)
- ジュネーヴ
- アリカンテ

- マドリード
- デュッセルドルフ
- ローマ
- パリ
- パルマ・デ・マヨルカ
- マラガ